# Бух (лунный кратер)
Кратер Бух (лат. Buch) — древний крупный ударный кратер находящийся в гористой материковой южной части видимой стороны Луны. Название присвоено в честь немецкого геолога Христиана Леопольда фон Буха (1774—1853) и утверждено Международным астрономическим союзом в 1935 г.

## Описание кратера

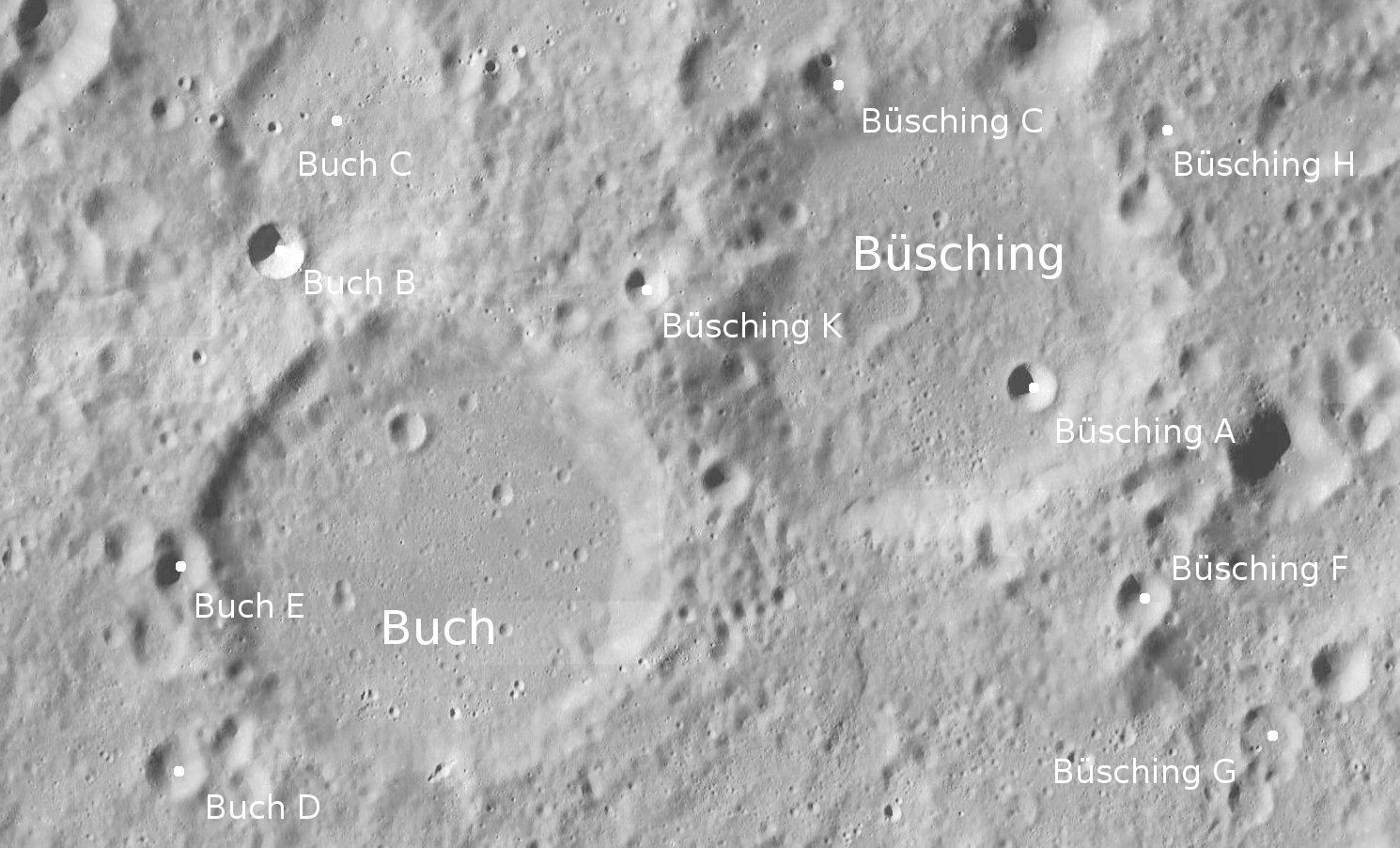
Окрестности кратера Бух. Снимок зонда Lunar Reconnaissance Orbiter.

Ближайшими соседями кратера являются кратер Гемма-Фризий на северо-западе; кратер Бюшинг на северо-востоке и кратер Мавролик на юго-западе. Селенографические координаты центра кратера 38°54′ ю. ш. 17°41′ в. д. / 38,9° ю. ш. 17,68° в. д., диаметр 51,3 км, глубина 1,44 км.
Кратер имеет слегка эллиптичную форму, вал разрушен и сглажен множеством небольших импактов произошедших за время существования кратера. Высота вала над окружающей местностью 1150 м., объем кратера составляет приблизительно 2300 км³. Дно чаши кратера плоское, без приметных структур, центральный пик отсутствует. В северной части чаши находится небольшой кратер.

## Сателлитные кратеры
| Бух | Координаты                                            | Диаметр, км |
| --- | ----------------------------------------------------- | ----------- |
| A   | 41°04′ ю. ш. 17°35′ в. д. / 41,06° ю. ш. 17,58° в. д. | 18,5        |
| B   | 37°53′ ю. ш. 16°57′ в. д. / 37,89° ю. ш. 16,95° в. д. | 6,3         |
| C   | 37°28′ ю. ш. 17°15′ в. д. / 37,47° ю. ш. 17,25° в. д. | 27,4        |
| D   | 39°41′ ю. ш. 16°29′ в. д. / 39,68° ю. ш. 16,48° в. д. | 6,9         |
| E   | 38°59′ ю. ш. 16°30′ в. д. / 38,98° ю. ш. 16,5° в. д.  | 8,3         |

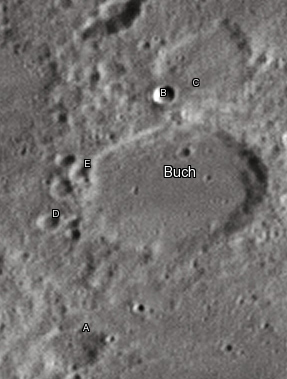
Снимок Девида Кемпбелла.

- Сателлитный кратер Бух B включен в список кратеров с яркой системой лучей Ассоциации лунной и планетарной астрономии (ALPO)[5].